# Лабарт-Ривьер
Лаба́рт-Ривье́р (фр. Labarthe-Rivière, окс. Era Barta d'Arribèra) — коммуна во Франции, находится в регионе Юг — Пиренеи. Департамент — Верхняя Гаронна. Входит в состав кантона Сен-Годенс. Округ коммуны — Сен-Годенс.
Код INSEE коммуны — 31247.

## География

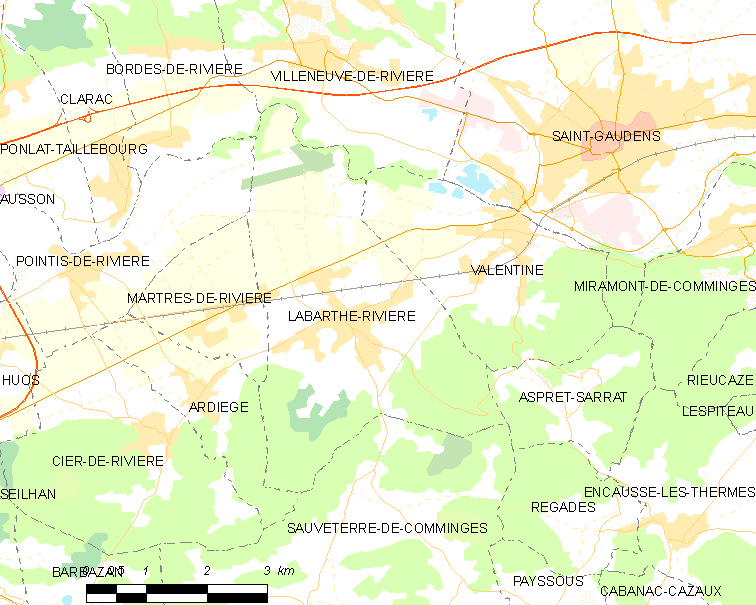
Карта коммуны

Коммуна расположена приблизительно в 660 км к югу от Парижа, в 90 км к юго-западу от Тулузы.
На севере коммуны протекает река Гаронна и проходит канал Камон.

## Климат
Климат умеренно-океанический. Зима мягкая и снежная, весна характеризуется сильными дождями и грозами, лето сухое и жаркое, осень солнечная. Преобладают сильные юго-восточные и северо-западные ветры.

## Население
Население коммуны на 2010 год составляло 1363 человека.
| 1962 | 1968 | 1975 | 1982 | 1990 | 1999 | 2010 |
| ---- | ---- | ---- | ---- | ---- | ---- | ---- |
| 896  | 1000 | 1177 | 1195 | 1198 | 1151 | 1363 |

## Администрация
| Период | Период | Фамилия     | Партия | Примечания |
| ------ | ------ | ----------- | ------ | ---------- |
| 1977   | 2014   | Арсен Дюпюи |        |            |
| 2014   | 2020   | Клер Вуньи  |        |            |

## Экономика
В 2010 году среди 796 человек трудоспособного возраста (15—64 лет) 559 были экономически активными, 237 — неактивными (показатель активности — 70,2 %, в 1999 году было 67,3 %). Из 559 активных жителей работали 512 человек (283 мужчины и 229 женщин), безработных было 47 (18 мужчин и 29 женщин). Среди 237 неактивных 61 человек были учениками или студентами, 115 — пенсионерами, 61 были неактивными по другим причинам.

## Достопримечательности
- Галло-римский пирамидальный монумент Туррак. Высота — 10 м. Исторический памятник с 1905 года[4]

## Фотогалерея

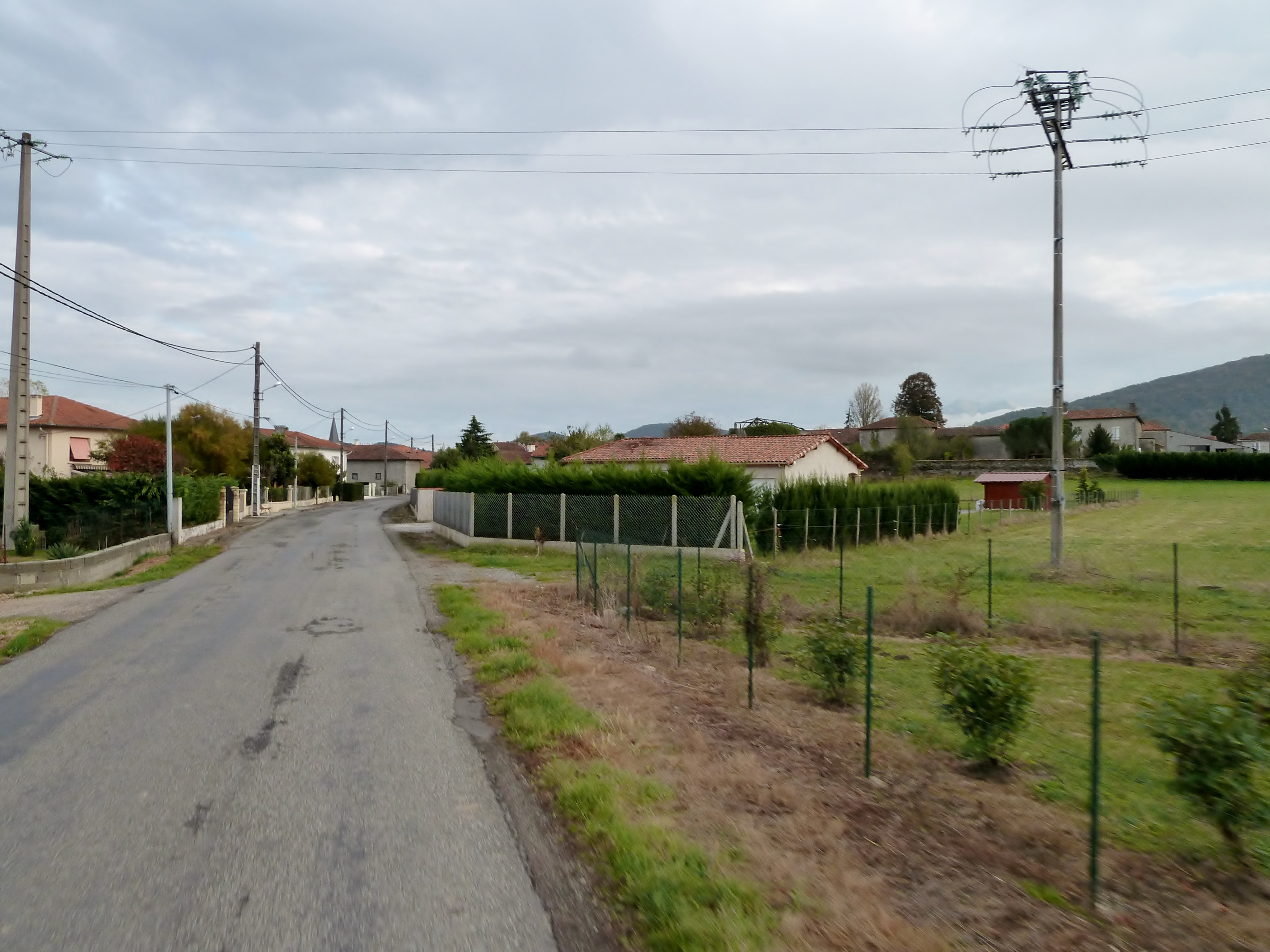
Лабарт-Ривьер
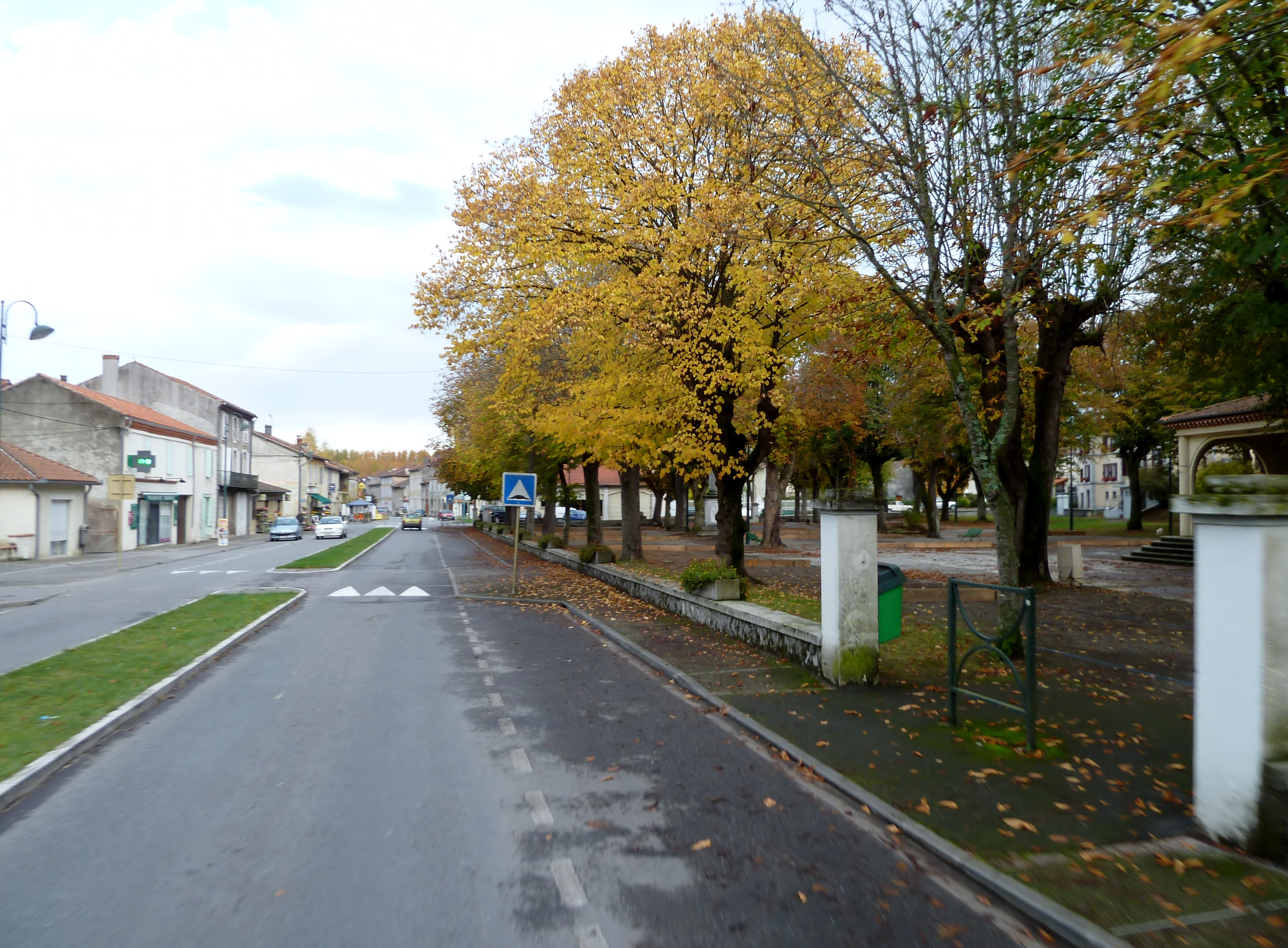
Лабарт-Ривьер
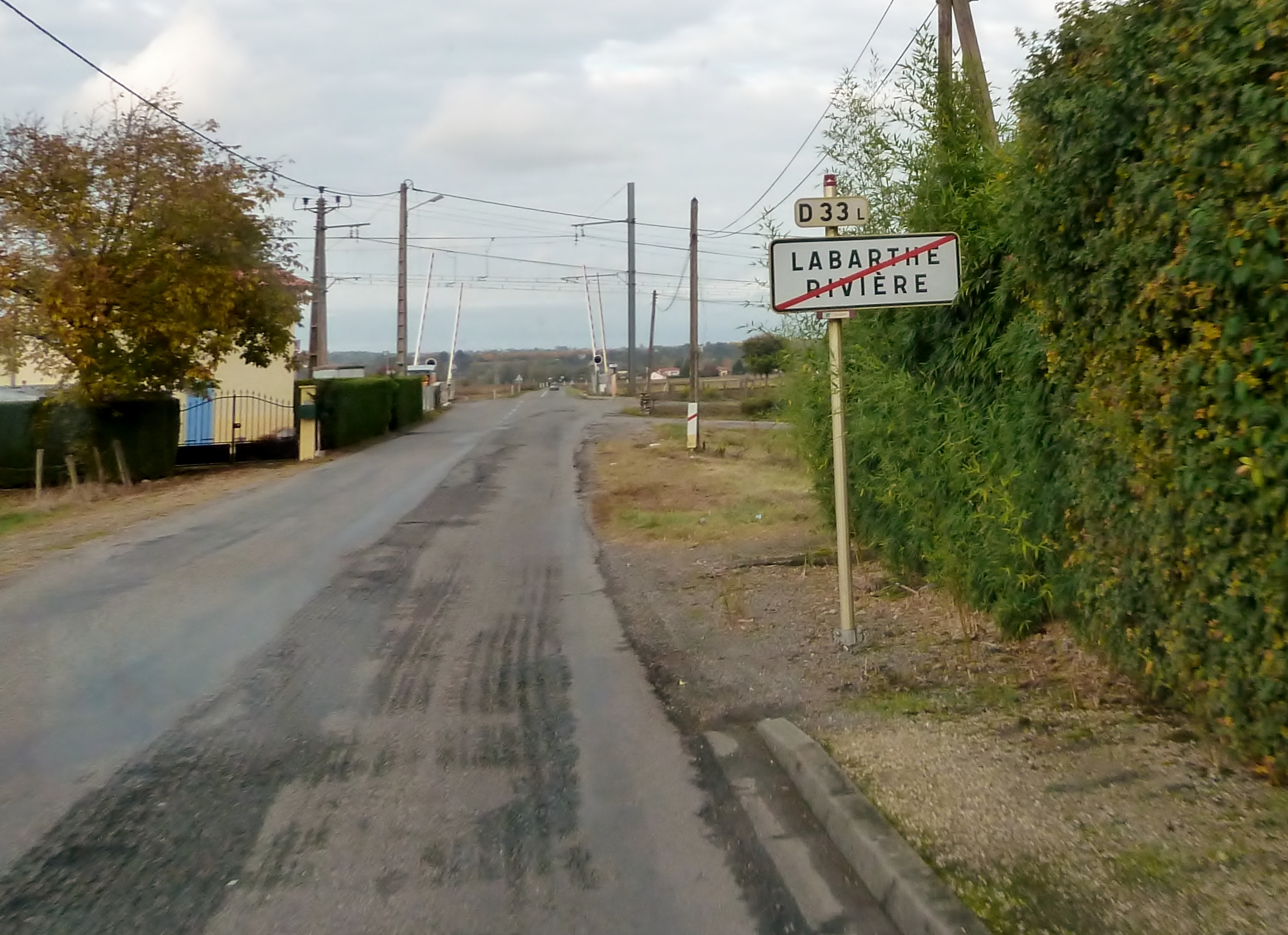
Выезд из Лабарт-Ривьера
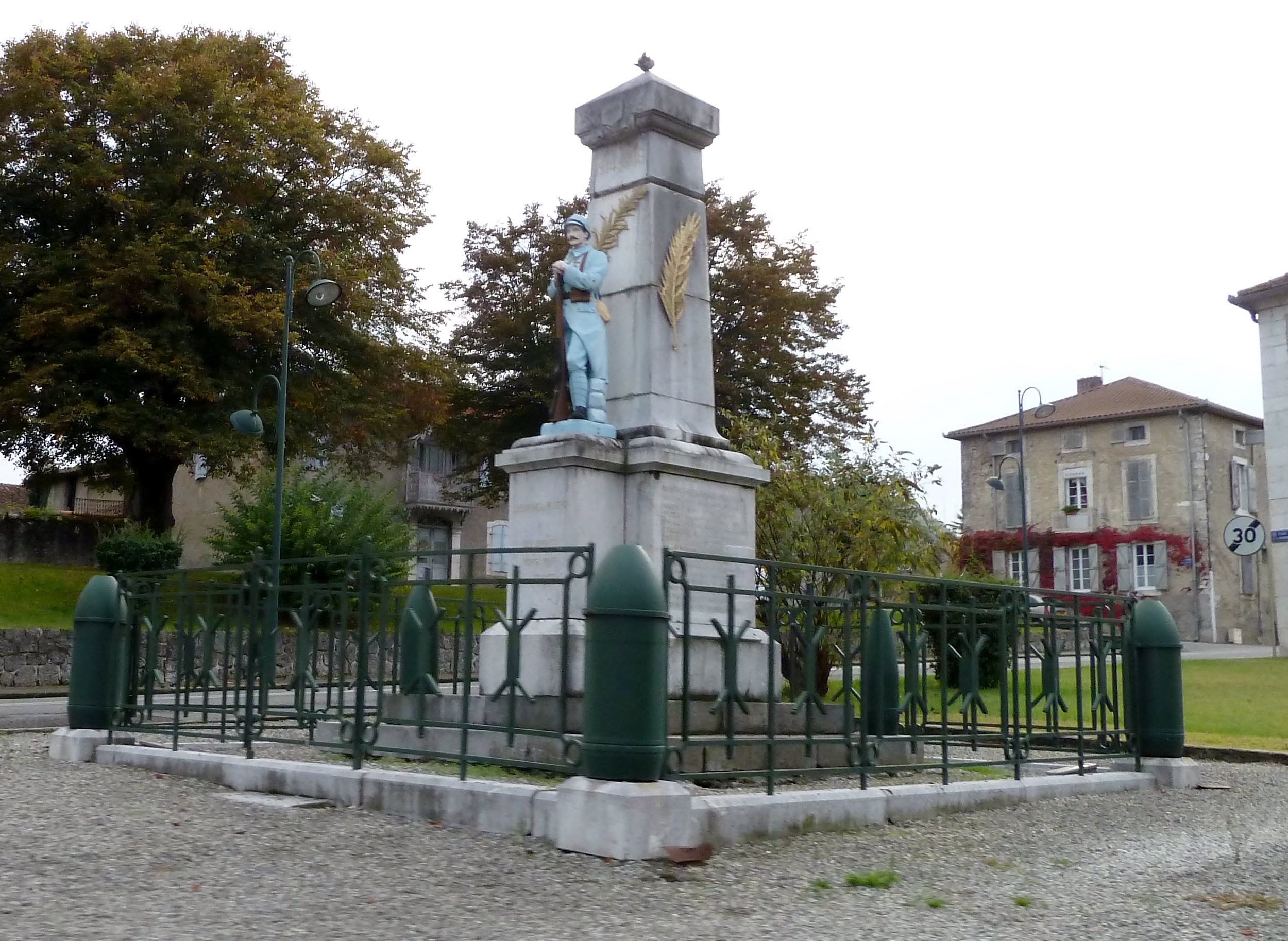
Военный мемориал
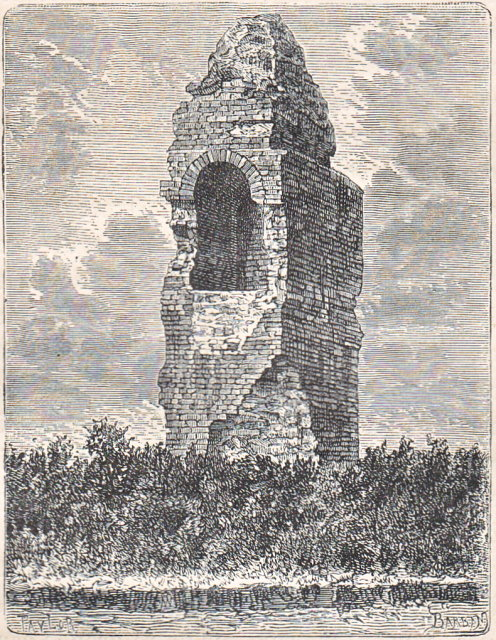
Галло-римский монумент Туррак